# کوستژن ناد اودران
کوستژن ناد اودران (به لهستانی:  Kostrzyn nad Odrą) یک منطقهٔ مسکونی در لهستان است که در شهرستان گوژوف واقع شده‌است. کوستژن ناد اودران ۴۶٫۱۷ کیلومتر مربع مساحت و ۱۹٬۹۵۲ نفر جمعیت دارد.

## خواهرخوانده
شهرهای پایتس و سامبیر خواهرخوانده‌های کوستژن ناد اودران هستند.